# Katherine Calvin

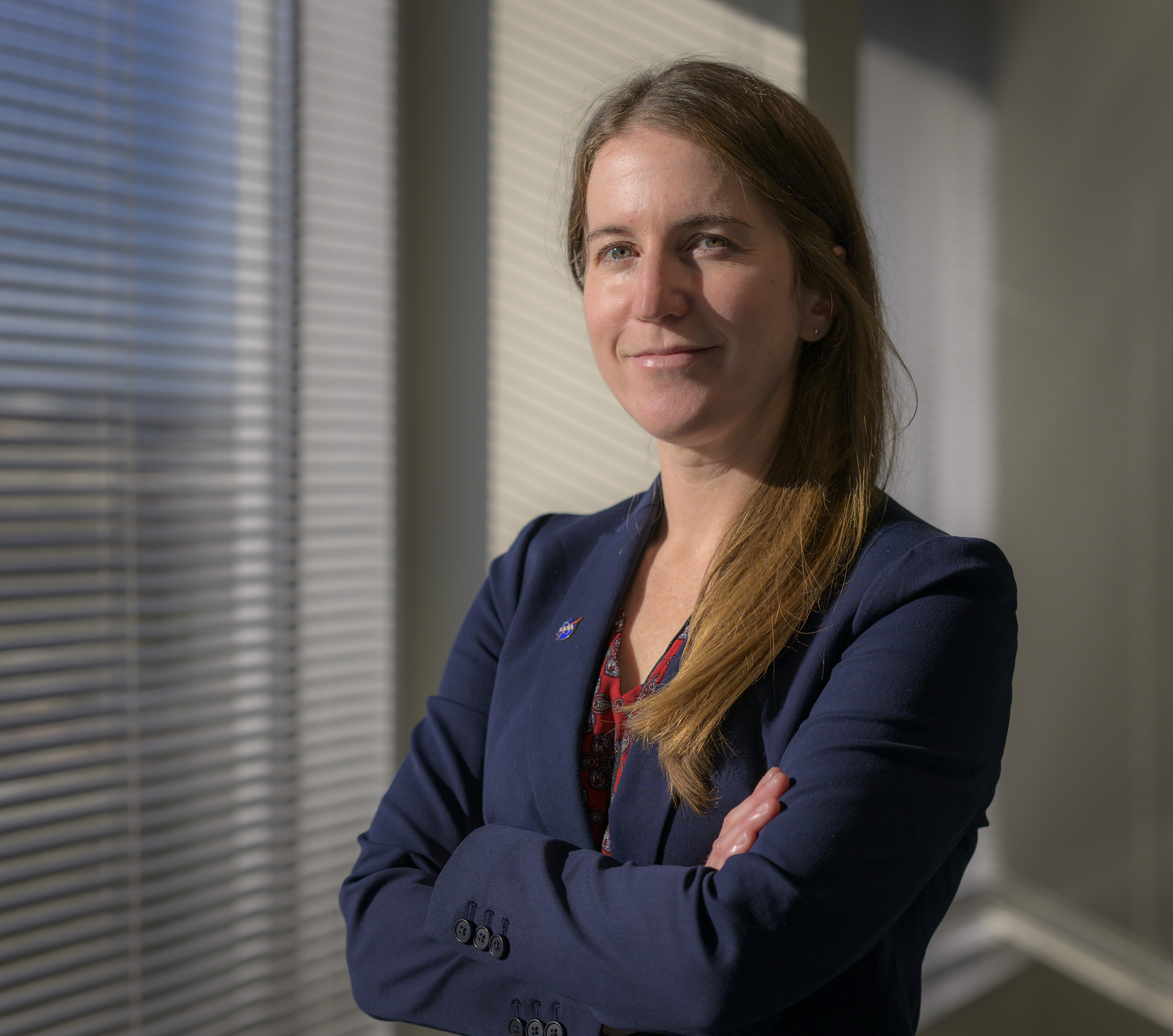
Porträt von Kate Calvin 2022 im NASA-Hauptquartier in Washington

Katherine Calvin (* 20. Jahrhundert, auch Kate Calvin) ist eine US-amerikanische Geowissenschaftlerin, die sich am Pacific Northwest National Laboratory (PNNL) vor allem mit der Analyse der Folgen des Klimawandels befasst. Sie arbeitete für die National Academy of Sciences, die US-Regierung und den Weltklimarat IPCC an mehreren Berichten zum Klimawandel mit. Beim IPCC leitet sie mit Joy Jacqueline Pereira die Arbeitsgruppe III. Von Januar 2022 bis Februar 2025 war Calvin Chief Scientist und Senior Climate Advisor bei der NASA.

## Leben und Werk
Calvin besuchte von 1999 bis 2003 die University of Maryland, wo sie jeweils einen Bachelor-Abschluss in Informatik und Mathematik erwarb. Anschließend besuchte sie die Stanford University, wo sie ihren Master-Abschluss erwarb und 2008 in Management Science and Engineering promovierte. Während ihrer Promotion arbeitete Calvin zwei Jahre lang als internationale Energieanalystin bei der US Energy Information Administration.
Nach Abschluss ihrer Promotion begann Calvin im Pacific Northwest National Laboratory (PNNL) zu forschen. Sie arbeitet in College Park in Maryland mit dem Global Change Assessment Model des JGCRI, einem System zur Erforschung und Analyse der Beziehungen zwischen Erdsystemen als Reaktion auf den globalen Klimawandel. Ihre Forschung simulierte die Wechselwirkung zwischen globalen Ressourcen und konzentriert sich auf die Auswirkungen von Land-, Wasser- und Energieverbrauch durch eine ökologische und sozioökonomische Betrachtung. In elf Jahren beim PNNL hatte Calvin über 90 PNNL-Veröffentlichungen mitverfasst, von denen sie 20 als Hauptautorin leitete.
Im Jahr 2015 wurde Calvin ausgewählt, in einem Forschungsausschuss der National Academy of Sciences zu Modellen der Welt mitzuarbeiten. Das Komitee wurde von der National Geospatial Intelligence Agency beauftragt, verschiedene Modelle für miteinander verbundene globale Systeme wie Wirtschaft, Politik und Umwelt zu erstellen. Das Komitee schloss seine Forschung im folgenden Jahr erfolgreich ab und seine Ergebnisse wurden von der National Academies Press veröffentlicht.

### National Climate Assessment
Calvin war 2014 Hauptautorin des Kapitels „Minderung“ des dritten National Climate Assessment der Vereinigten Staaten. Das Kapitel beschreibt, inwieweit reduzierte globale Kohlendioxidemissionen die Auswirkungen des Klimawandels mildern würden, und kommt zu dem Schluss, dass dies weltweit der Fall ist. Die Regierungen müssten die Menge der globalen Kohlendioxidemissionen bis zum Ende des Jahrhunderts stark reduzieren, um den globalen Temperaturanstieg auf 3–5 °F (1,6–2,7 °C) zu begrenzen.

### Intergovernmental Panel on Climate Change (IPCC)
Calvin hat an mehreren Berichten des Weltklimarats IPCC zum Klimawandel mitgewirkt. Dabei beschäftigte sie sich vor allem mit der Szenarienentwicklung und fasste aktuelle Forschungsergebnisse aus verschiedenen Bereichen zusammen.
Im Jahr 2018 wurde Calvins Forschung im Sonderbericht 1,5 °C globale Erwärmung berücksichtigt. Calvin war eine Autorin von Kapitel zwei des Berichts, der Strategien zur Milderung der Auswirkungen des Klimawandels vorschlug, um einen Anstieg der globalen Durchschnittstemperatur um 1,5 °C zu verhindern. 2019 trug sie zum IPCC-Sonderbericht über Klimawandel und Landsysteme bei. Dieser Bericht untersucht die Auswirkungen, die erhöhte Treibhausgase auf den Planeten aus der Perspektive der menschlichen Landnutzung haben werden. Calvin war eine koordinierende Hauptautorin im sechsten Kapitel des Berichts.
Im Januar 2023 wurde sie zur Ko-Vorsitzenden der Arbeitsgruppe III gewählt, die sich mit der Abmilderung der Folgen des Klimawandels (climate change mitigation) beschäftigt. Im Februar 2025 wurde sie durch einen von der zweiten Trump-Regierung angeordneten Arbeitsstopp davon abgehalten, an einer Sitzung des IPCC in Hangzhou teilzunehmen.

### NASA Chief Scientist und Senior Climate Advisor
Seit Januar 2022 ist Calvin Chefwissenschaftlerin und Senior Climate Officer der NASA. Sie sollte als Hauptberaterin der Biden-Administration und anderer Behördenleiter für NASA-Wissenschaftsprogramme, strategische Planung und Politik fungieren. Die NASA richtete die Position des leitenden Klimaberaters ein, um die effektive Erfüllung der klimawissenschaftlichen Ziele der Biden-Harris-Regierung sicherzustellen. Im Zuge der von Trump eingeleiteten Sparmaßnahmen im öffentlichen Sektor wurde Calvin im Februar 2025 mit 22 anderen NASA-Angestellten entlassen, ihr Büro und andere Abteilungen wurden abgewickelt.

## Auszeichnungen und Ehrungen
- 2015: Ronald L. Brodzinski Early Career Exceptional Achievement Award, PNNL[9]
- 2019:  Piers J. Sellers Global Environmental Change Mid-Career Award, American Geophysical Union
- IAMC Award für außergewöhnliche Beiträge auf dem Gebiet der integrierten Bewertungsmodellierung[10]
- 2020: Clarivate Analytics führte Calvin in der Liste der am häufigsten zitierten Forscher im Jahr 2020 auf, wobei Calvin zu den 17 Wissenschaftlern des Pacific Northwest National Laboratory (PNNL) gehörte[11]

## Veröffentlichungen (Auswahl)
- mit Meinshausen et al.: The RCP greenhouse gas concentrations and their extensions from 1765 to 2300. Climatic Change, 2011.
- mit Thomson et al.: RCP4.5: a pathway for stabilization of radiative forcing by 2100. Climatic Change, 2011.
- mit Wise et al.: Implications of limiting CO2 concentrations for land use and energy. Science, 2009.
- .mit Riahi et al.: The shared socioeconomic pathways and their energy, land use, and greenhouse gas emissions implications: an overview. Global Environmental Change, 2017.
- mit Calvin et al.: 2.6: Limiting climate change to 450 ppm CO2 equivalent in the 21st century. Energy Economics, 2009.